# Мерсер (Пенсилванија)
Мерсер (енгл. Mercer) град је у америчкој савезној држави Пенсилванија.

## Демографија
По попису из 2010. године број становника је 2.002, што је 389 (-16,3%) становника мање него 2000. године.
| Група             | 2000.         | 2010.         |
| Белци             | 2.297 (96,1%) | 1.930 (96,4%) |
| Афроамериканци    | 52 (2,2%)     | 20 (1,0%)     |
| Азијати           | 5 (0,2%)      | 8 (0,4%)      |
| Хиспаноамериканци | 20 (0,8%)     | 17 (0,8%)     |
| Укупно            | 2.391         | 2.002         |